# 特羅伊茨凱
特羅伊茨凯（烏克蘭語：Троїцьке），或按俄语译为特罗伊茨科耶，是烏克蘭東部盧甘斯克州斯瓦托韋區特罗伊茨凯市镇的鎮及行政中心，曾是原特羅伊茨凱區的区府。該鎮始建於1740年，面積127平方公里，2011年人口7,975，人口密度每平方公里62.8人。